# Cyaneidae
Cyaneidae је породица медуза која броји 14 врста. Најчешће се могу наћи у северном делу Атлантског океана. Одликују се многобројним тентакулама које се налазе мало удаљене од обода звона, а полазе са околоусне плоче.